# Kwaya
Kwaya este o comună rurală din departamentul Magaria, regiunea Zinder, Niger, cu o populație de 15.198 de locuitori (2001).